# Mutnovskij
Il Mutnovskij (in russo Мутновский) è un vulcano situato nella parte meridionale della penisola della Kamčatka, nella Russia orientale.

## Geologia
Il Mutnovsky è uno dei vulcani più attivi della Kamčatka. Si hanno notizie storiche di 16 eruzioni, la più violenta delle quali è avvenuta nel 1848, mentre la più recente risale al 2000. Il suo cono più giovane, detto Mutnovsky IV, si è formato nel primo Olocene con una serie di eruzioni esplosive freatomagmatiche. Il cratere ha attualmente un diametro di circa 2 km ed è parzialmente ghiacciato. Sia sulle pendici esterne che su quelle interne si trovano numerose fumarole e geyser, motivo per cui l'intera zona viene definita "piccola valle dei geyser".

## Centrale geotermica
Ai piedi del Mutnovskij, a circa 1000 metri sul livello del mare, si trova una centrale geotermica che prende il nome dal vulcano stesso, ed è composta da due impianti da 25 megawatt ciascuno. La centrale utilizza acqua riscaldata dal vulcano attraverso 17 pozzi. Una volta raffreddata, l'acqua viene pompata attraverso i pozzi per essere nuovamente riscaldata col calore del vulcano. La centrale Mutnovskij fornisce il 30 per cento dell'energia elettrica di tutta la Kamčatka, e quindi rappresenta un'importantissima fonte regionale di approvvigionamento energetico.

## Curiosità
Valerij Rozov, atleta estremo e campione mondiale di sky surfing, il 18 aprile del 2009 si è lanciato da un elicottero ed ha effettuato sky surfing sopra il vulcano, atterrando poi su una lastra di ghiaccio nel cratere.

## Voci correlate

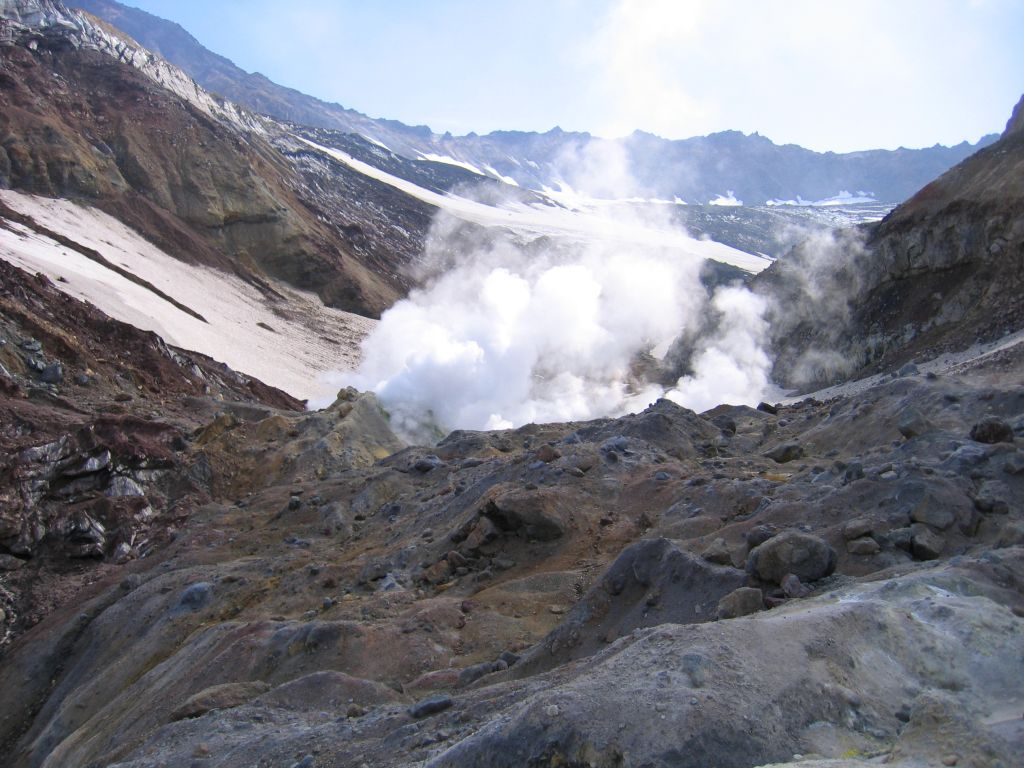
Il cratere del Mutnovskij